# Moïse Sahi Dion
Moïse Orell Dion Sahi (Abidjan, 20 dicembre 2001) è un calciatore ivoriano, attaccante del Dender.

## Caratteristiche tecniche
È un centravanti.

## Carriera

### Club
Nato in Costa d'Avorio da genitori maliani, cresce nel settore giovanile dell'Afrique Football Élite, dove nel 2021 viene notato dallo Strasburgo, che lo tessera nel calciomercato invernale; debutta in prima squadra il 4 aprile 2021 rimpiazzando Habib Diallo nei minuti di recupero dell'incontro di Ligue 1 vinto 3-2 contro il Bordeaux; sei giorni più tardi realizza la sua prima rete con il club francese, nel match perso 4-1 contro il Paris Saint-Germain.
Nel 2025 si trasferisce al Dender, club della prima divisione belga.

### Nazionale
Ha giocato nella nazionale ivoriana Under-23.

## Statistiche

### Presenze e reti nei club
Statistiche aggiornate al 12 maggio 2024.
| Stagione            | Squadra             | Campionato          | Campionato | Campionato | Coppe nazionali | Coppe nazionali | Coppe nazionali | Coppe continentali | Coppe continentali | Coppe continentali | Altre coppe | Altre coppe | Altre coppe | Totale | Totale | Totale |
| Stagione            | Squadra             | Comp                | Pres       | Reti       | Comp            | Pres            | Reti            | Comp               | Pres               | Reti               | Comp        | Pres        | Reti        | Pres   | Reti   |        |
| ------------------- | ------------------- | ------------------- | ---------- | ---------- | --------------- | --------------- | --------------- | ------------------ | ------------------ | ------------------ | ----------- | ----------- | ----------- | ------ | ------ | ------ |
| 2021-2022           | Strasburgo 2        | N3                  | 1          | 1          | -               | -               | -               | -                  | -                  | -                  | -           | -           | -           | 1      | 1      |        |
| 2020-2021           | Strasburgo          | L1                  | 6          | 1          | CF              | -               | -               | -                  | -                  | -                  | -           | -           | -           | 6      | 1      |        |
| 2021-2022           | Strasburgo          | L1                  | 8          | 0          | CF              | 1               | 0               | -                  | -                  | -                  | -           | -           | -           | 9      | 0      |        |
| 2022-2023           | Annecy              | L2                  | 36         | 15         | CF              | 6               | 5               | -                  | -                  | -                  | -           | -           | -           | 42     | 20     |        |
| 2023-2024           | Strasburgo 2        | N3                  | 1          | 1          | -               | -               | -               | -                  | -                  | -                  | -           | -           | -           | 1      | 1      |        |
| Totale Strasburgo 2 | Totale Strasburgo 2 | Totale Strasburgo 2 | 2          | 2          |                 | -               | -               |                    | -                  | -                  |             | -           | -           | 2      | 2      |        |
| 2023-2024           | Strasburgo          | L1                  | 18         | 3          | CF              | 2               | 2               | -                  | -                  | -                  | -           | -           | -           | 20     | 5      |        |
| 2024-2025           | Strasburgo          | L1                  | -          | -          | CF              | -               | -               | -                  | -                  | -                  | -           | -           | -           | -      | -      |        |
| Totale Strasburgo   | Totale Strasburgo   | Totale Strasburgo   | 32         | 4          |                 | 3               | 2               |                    | -                  | -                  |             | -           | -           | 35     | 6      |        |
| Totale carriera     | Totale carriera     | Totale carriera     | 70         | 21         |                 | 9               | 7               |                    | -                  | -                  |             | -           | -           | 79     | 28     |        |

### Cronologia presenze e reti in nazionale
| Cronologia completa delle presenze e delle reti in nazionale ― Costa d'Avorio under 23 | Cronologia completa delle presenze e delle reti in nazionale ― Costa d'Avorio under 23 | Cronologia completa delle presenze e delle reti in nazionale ― Costa d'Avorio under 23 | Cronologia completa delle presenze e delle reti in nazionale ― Costa d'Avorio under 23 | Cronologia completa delle presenze e delle reti in nazionale ― Costa d'Avorio under 23 | Cronologia completa delle presenze e delle reti in nazionale ― Costa d'Avorio under 23 | Cronologia completa delle presenze e delle reti in nazionale ― Costa d'Avorio under 23 | Cronologia completa delle presenze e delle reti in nazionale ― Costa d'Avorio under 23 |
| Data                                                                                   | Città                                                                                  | In casa                                                                                | Risultato                                                                              | Ospiti                                                                                 | Competizione                                                                           | Reti                                                                                   | Note                                                                                   |
| -------------------------------------------------------------------------------------- | -------------------------------------------------------------------------------------- | -------------------------------------------------------------------------------------- | -------------------------------------------------------------------------------------- | -------------------------------------------------------------------------------------- | -------------------------------------------------------------------------------------- | -------------------------------------------------------------------------------------- | -------------------------------------------------------------------------------------- |
| 22-3-2023                                                                              | Rabat                                                                                  | Marocco under 23                                                                       | 2 – 3                                                                                  | Costa d'Avorio under 23                                                                | Amichevole                                                                             | 1                                                                                      | 89’                                                                                    |
| Totale                                                                                 |                                                                                        | Presenze                                                                               | 1                                                                                      |                                                                                        | Reti                                                                                   | 1                                                                                      |                                                                                        |